# Risholmen, Kyrkslätt
Risholmen är en ö i Finland. Den ligger i Finska viken och i kommunen Kyrkslätt i den ekonomiska regionen  Helsingfors i landskapet Nyland, i den södra delen av landet. Ön ligger omkring 38 kilometer sydväst om Helsingfors.
Öns area är 2,8 hektar och dess största längd är 320 meter i nord-sydlig riktning.